# Urraca del Portogallo
Urraca del Portogallo Urraca anche in spagnolo, in asturiano, in aragonese, in portoghese, in galiziano e in catalano e Urraka in basco. Urraca in latino (Coimbra, 1148 – Valladolid, 1211) è stata una principessa portoghese e regina consorte del León.

## Origine
Secondo il Roderici Toletani Archiepiscopi De Rebus Hispaniæ Urraca era la terza figlia del re del Portogallo Alfonso I e della principessa Mafalda di Savoia (1125-1158), figlia del settimo Conte di Savoia e Conte d'Aosta e di Moriana, quegli che sarebbe stato il primo ad assumere ufficialmente il titolo di Conte di Savoia, Amedeo III, e di Adelaide, di cui non si conoscono gli ascendenti (alcune fonti identificano la madre di Mafalda nella seconda consorte di Amedeo, Mahaut d'Albon).

Secondo il Chronicon regum Legionensium, Alfonso era figlio del nobile francese Enrico (Dom Henrique), divenuto conte del Portogallo, e della principessa Teresa, che sempre secondo il Chronicon regum Legionensium era figlia illegittima di Alfonso VI, re di León e Castiglia, e della sua concubina Jimena Muñoz (?-1128), che secondo lo storico medievalista statunitense, Bernard F. Reilly, era figlia del conte Munio Muñiz, signore delle Asturie occidentali e del nord del Bierzo e della moglie Velasquita;

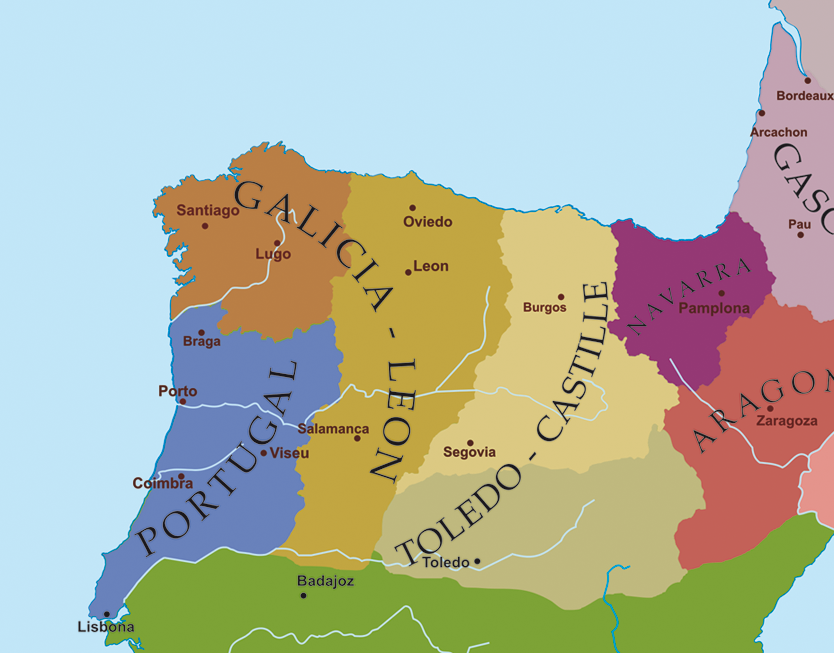
La penisola iberica, nella seconda metà del XII secolo

## Biografia
Discendente da una famiglia numerosa, tra cui, Sancho I del Portogallo (1154-1211), futuro Re del Portogallo dal 1185 al 1211, come riporta il Roderici Toletani Archiepiscopi De Rebus Hispaniæ, e Teresa del Portogallo (1157-1218), che, nel 1183, sposò il conte delle Fiandre Filippo I e, in seconde nozze, nel 1193, il duca di Borgogna Oddone III, come riportano le Layettes du trésor des chartes (Paris), Vol. I.

### Matrimonio
Urraca, come riporta la Crónica latina de los reyes de Castilla, venne data in sposa, nella tarda primavera del 1165, a Ferdinando II, che secondo la cronaca di Alberico delle Tre Fontane, era figlio maschio terzogenito del re di León e Castiglia Alfonso VII e come riporta il Roderici Toletani Archiepiscopi De Rebus Hispaniæ, di Berenguela di Barcellona,  e che divenuto re di León, nel 1157, alla morte del padre Alfonso VII, come ci conferma il cronista, Rodrigo Jiménez de Rada, nel suo De Rebus Hispaniæ. 

Il matrimonio sancì temporaneamente la pace tra Portogallo e León, dopo che nel 1163, suo padre, Alfonso I, aveva occupato Salamanca, venendo poi sconfitto da Ferdinando II, l'anno dopo, come riferisce lo storico britannico Edgar Prestage.
La coppia ebbe un solo figlio:
- Alfonso (1171-1230), re di León, come riportano sia il Chronicon Conimbricensi (mense Februario hora tertia in die Ascensionis Domini nauti est Rex Alfonsus filius Regis Fernandi et Dñæ Orace Reginæ)[18] che il Chronicon Lusitanum (Aera 1209 mense Augusto natum fuit Rex Alfonsus filius Regis Fernandi et Reginæ D. Orracae)[19][20].

Nel 1168 il marito e il padre di Urraca si trovarono di nuovo in guerra tra loro: Alfonso, credendo che il genero stesse minacciando il suo regno ripopolando la zona di Ciudad Rodrigo, occupò la Galizia ma Ferdinando riuscì a espellere i portoghesi e a far prigioniero il suocero, che si era ferito gravemente durante la fuga da Badajoz. 

La pace definitiva tra i due venne siglata nel a Pontevedra nel 1170.
Tuttavia, il matrimonio di Ferdinando II e Urraca fu annullato nel 1172 da papa Alessandro IIIsancì infatti che i due avessero una parentela troppo stretta (terzo grado di consanguineità) per essere uniti in matrimonio, in quanto Ferdinando e Urraca erano nipoti rispettivamente delle sorellastre, Urraca I di León e Teresa di León, figlie di Alfonso VI di León. Ferdinando, nel febbraio del 1172, dovette quindi ripudiare Urraca, come riporta il cronista Lucas de Tuy e si risposò con Teresa Fernández de Traba, che, secondo il Nobiliario de D. Pedro Conde de Bracelos era la figlia illegittima del conte Fernando Pérez de Traba, un grande magnate galiziano, e dell'infanta Teresa di León.

 Secondo altre fonti, invece la separazione avvenne, nel 1175. 

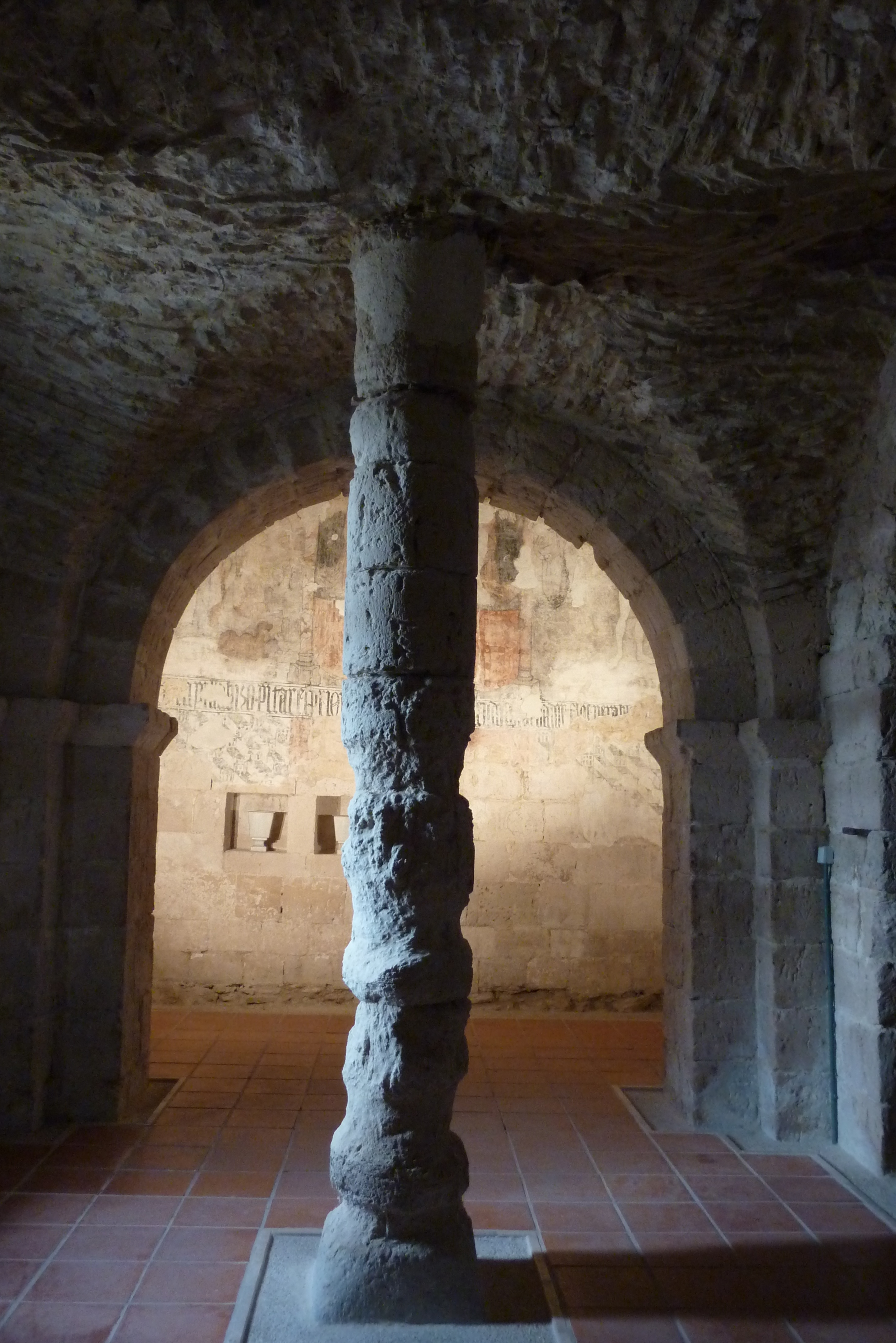
Cappella della regina nella chiesa di Santa María de Wamba dove fu sepolta.

### Monachesimo
Urraca divenne poi una suora che si unì all'Ordine di San Giovanni di Gerusalemme e si ritirò a vivere nelle tenute che il suo ex marito le aveva donato nella Las arras a Zamora. Più tardi, si ritirò nel monastero di Santa María de Wamba che apparteneva al suddetto ordine.
Il 25 maggio 1176, la regina Urraca donò terre all'Ordine di San Giovanni, probabilmente in coincidenza con il suo ingresso nell'ordine. Queste proprietà comprendevano Castroverde de Campos e Mansilla a León e Salas e San Andrés nelle Asturie. Fu presente nel 1188 all'incoronazione di suo figlio Alfonso IX che ereditò il trono dopo la morte del padre. La sua presenza è registrata per l'ultima volta nel 1211 quando donò il villaggio di Castrotorafe che aveva ricevuto da suo marito il re nel 1165 come regalo di nozze.

### Sepoltura
La regina Urraca fu sepolta nel monastero di Santa María de Wamba in quella che oggi è la provincia di Valladolid, appartenuta all'Ordine di San Giovanni. Nell'interno della Chiesa di Santa María, nell'unica parte rimasta dell'antico monastero, si trova la Cappella della Regina, dove una lapide che fu collocata in quel luogo successivamente dice che la regina Urraca del Portogallo è stata sepolta in questa chiesa.

## Ascendenza
|                          |                      |                       | Genitori                            |  |  | Nonni |  |  | Bisnonni              |  |  | Trisnonni             |  |
|                          |                      |                       |                                     |  |  |       |  |  | Roberto I di Borgogna |  |  | Roberto II di Francia |  |
|                          |                      |                       |                                     |  |  |       |  |  | Roberto I di Borgogna |  |  | Roberto II di Francia |  |
|                          |                      | Costanza d'Arles      |                                     |  |  |       |  |  | Roberto I di Borgogna |  |  |                       |  |
| Enrico del Portogallo    |                      |                       |                                     |  |  |       |  |  | Roberto I di Borgogna |  |  |                       |  |
|                          |                      | Sibilla di Barcellona | Berengario Raimondo I di Barcellona |  |  |       |  |  |                       |  |  |                       |  |
|                          |                      | Sibilla di Barcellona | Berengario Raimondo I di Barcellona |  |  |       |  |  |                       |  |  |                       |  |
|                          |                      | Sibilla di Barcellona | Guilla (o Guisla) de Lluça          |  |  |       |  |  |                       |  |  |                       |  |
| Alfonso I del Portogallo |                      | Sibilla di Barcellona |                                     |  |  |       |  |  |                       |  |  |                       |  |
|                          |                      | Alfonso VI di León    | Ferdinando I di Castiglia           |  |  |       |  |  |                       |  |  |                       |  |
|                          |                      | Alfonso VI di León    | Ferdinando I di Castiglia           |  |  |       |  |  |                       |  |  |                       |  |
|                          |                      | Alfonso VI di León    | Sancha I di León                    |  |  |       |  |  |                       |  |  |                       |  |
| Teresa di León           |                      | Alfonso VI di León    |                                     |  |  |       |  |  |                       |  |  |                       |  |
|                          |                      | Jimena Núñez de Lara  | …                                   |  |  |       |  |  |                       |  |  |                       |  |
|                          |                      | Jimena Núñez de Lara  | …                                   |  |  |       |  |  |                       |  |  |                       |  |
|                          |                      | Jimena Núñez de Lara  | …                                   |  |  |       |  |  |                       |  |  |                       |  |
| Urraca del Portogallo    |                      | Jimena Núñez de Lara  |                                     |  |  |       |  |  |                       |  |  |                       |  |
|                          | Umberto II di Savoia | Amedeo II di Savoia   |                                     |  |  |       |  |  |                       |  |  |                       |  |
|                          | Umberto II di Savoia | Amedeo II di Savoia   |                                     |  |  |       |  |  |                       |  |  |                       |  |
|                          | Umberto II di Savoia | Giovanna di Ginevra   |                                     |  |  |       |  |  |                       |  |  |                       |  |
| Amedeo III di Savoia     | Umberto II di Savoia |                       |                                     |  |  |       |  |  |                       |  |  |                       |  |
|                          |                      | Giselda di Borgogna   | Guglielmo I di Borgogna             |  |  |       |  |  |                       |  |  |                       |  |
|                          |                      | Giselda di Borgogna   | Guglielmo I di Borgogna             |  |  |       |  |  |                       |  |  |                       |  |
|                          |                      | Giselda di Borgogna   | …                                   |  |  |       |  |  |                       |  |  |                       |  |
| Mafalda di Savoia        |                      | Giselda di Borgogna   |                                     |  |  |       |  |  |                       |  |  |                       |  |
|                          |                      | …                     | …                                   |  |  |       |  |  |                       |  |  |                       |  |
|                          |                      | …                     | …                                   |  |  |       |  |  |                       |  |  |                       |  |
|                          |                      | …                     | …                                   |  |  |       |  |  |                       |  |  |                       |  |
| Adelaide                 |                      | …                     |                                     |  |  |       |  |  |                       |  |  |                       |  |
|                          |                      | …                     | …                                   |  |  |       |  |  |                       |  |  |                       |  |
|                          |                      | …                     | …                                   |  |  |       |  |  |                       |  |  |                       |  |
|                          |                      | …                     | …                                   |  |  |       |  |  |                       |  |  |                       |  |
|                          |                      | …                     |                                     |  |  |       |  |  |                       |  |  |                       |  |

### Fonti primarie
- (LA)  Monumenta Germaniae Historica, Scriptores, tomus XXIII.
- (LA)  Recueil des historiens des Gaules et de la France. Tome 12.
- (LA)  #ES España sagrada, Volume 14.
- (LA)  #ES España sagrada, Volume 23.
- (LA)  #ES Layettes du trésor des chartes (Paris), Vol. I
- (EN)  The World of El Cid: Chronicles of the Spanish Reconquest, Chronicon regum Legionensium
- (PT)  #ES Nobiliario de D. Pedro Conde de Bracelos
- (PT)  Historia genealogica da Casa Real Portugueza, tomo I

### Letteratura storiografica
- Ricardo del Arco y Garay, Sepulcros de la Casa Real de Castilla, Madrid, Instituto Jerónimo Zurita. Consejo Superior de Investigaciones Científicas, 1954, OCLC 11366237.
- Juan C. Elorza, Lourdes Vaquero, Belén Castillo e Marta Negro, El Panteón Real de las Huelgas de Burgos. Los enterramientos de los reyes de León y de Castilla, a cura di Junta de Castilla y León. Consejería de Cultura y Bienestar Social, Publisher Evergráficas S.A., 1990, ISBN 84-241-9999-5.
- (ES) Isidro García Tato, Las encomiendas gallegas de la Orden Militar de San Juan de Jerusalén: Estudio y edición documental, Vol. I, Santiago de Compostela, Instituto de Estudios Gallegos «Padre Sarmiento», 2004, ISBN 84-00-08250-8.
- (PT) Ana Rodrigues Oliveira, Rainhas medievais de Portugal. Dezassete mulheres, duas dinastias, quatro séculos de História, Lisbon, A esfera dos livros, 2010, ISBN 978-989-626-261-7.
- (ES)  #ES Crónica latina de los reyes de Castilla
- (PT)  Terceira parte da monarchia lusitana
- (EN)  The early history of the house of Savoy (1000-1233)
- (EN)  The Kingdom of León-Castilla under King Alfonso VI